# Апатозавр
Апатозавр (Apatosaurus, букв. «оманливий ящір») — рід травоїдних завроподних динозаврів, що мешкали в Північній Америці в пізньому Юрському періоді. Апатозавр жив приблизно 152—145 млн років тому, наприкінці кімеріджського — на початку титонського віку, і зараз відомий за скам'янілостями у формації Моррісона на території сучасних штатів Колорадо, Оклахома, Нью-Мексико, Вайомінг і Юта в Сполучених Штатах. Апатозавр мав середню довжину 21—23 м і середню масу 16,4—22,4 т. Кілька зразків вказують на максимальну довжину на 11—30 % більшу за середню і масу приблизно 33 т.
Шийні хребці апатозавра менш витягнуті й більш міцні, ніж у диплодока, а кістки ніг набагато товстіші, попри довжину, що свідчить про те, що апатозавр був більш міцною твариною. Щелепи вистелені долотоподібними зубами, пристосованими до травоїдної дієти. Звір тримав хвіст над землею під час звичайного пересування. Апатозавр мав по одному кігтю на кожній передній кінцівці й по три на кожній задній. Щоб полегшити вагу хребців, апатозавр мав повітряні мішки, які робили його кістки зсередини повними отворів. Як і в інших диплодоків, хвіст апатозавра міг використовуватися як батіг для створення гучних звуків, або, як було припущено у дослідженні 2020 р., як орган чуття.
Отніел Чарльз Марш описав і назвав перший відомий вид, Apatosaurus ajax, у 1877 році, а другий вид, A. louisae, був відкритий і названий Вільямом Голландом у 1916 році. Апатозавр — рід родини диплодоків (Diplodocidae). Це один з базальних родів, примітивнішими за нього є лише амфіцелії та, можливо, новий, безіменний рід. Оскільки він існував у Північній Америці наприкінці Юрського періоду, апатозавр міг співіснувати поряд з такими динозаврами, як алозаври, камаразаври, диплодоки й стегозаври.

## Історія відкриття
Перші скам'янілості апатозавра були знайдені Артуром Лейксом, місцевим шахтарем, та його другом Генрі Беквітом навесні 1877 року в Моррісоні, містечку у східному передгір'ї Скелястих гір в окрузі Джефферсон, штат Колорадо. Артур Лейкс написав Отніелу Чарльзу Маршу, професору палеонтології Єльського університету, та Едварду Дрінкеру Копу, палеонтологу з Філадельфії, про своє відкриття, поки врешті-решт не зібрав кілька скам'янілостей і не надіслав їх обом палеонтологам.